# موتور عشايري دهقاني (دشتاب)
موتور عشایري دهقاني (بالإنجليزية: Mowtowr-e Ashayiri Deh Qani)‏ هي مستوطنة تقع في إيران في قسم دشتاب الريفي. يقدر عدد سكانها بـ 46 نسمة .